# Brachyloma ciliatum
Brachyloma ciliatum är en ljungväxtart som först beskrevs av Robert Brown, och fick sitt nu gällande namn av George Bentham. Brachyloma ciliatum ingår i släktet Brachyloma och familjen ljungväxter. Inga underarter finns listade i Catalogue of Life.